# Marine Air Control Group 18
18ème Groupe aérien du Corps des Marines
Le Marine Air Control Group 18 (ou MACG-18) est une unité de commandement et de contrôle de l'aviation du Corps des Marines des États-Unis  basé à la Marine Corps Air Station Futenma à Okinawa (Japon) qui est actuellement composé de quatre escadrons et d'un détachement de soutien du quartier général. il dans son ensemble fournit le quartier général tactique de la 1st Marine Aircraft Wing, le contrôle positif et procédural, le contrôle du trafic aérien, la défense aérienne à courte portée et le contrôle de la défense aérienne aux aéronefs du III Marine Expeditionary Force.

## Mission
Fournir au 1st Marine Aircraft Wing un soutien au commandement, au contrôle et aux communications pour la poursuite des fonctions de l'aviation maritime.

## Unités subordonnées
Les unités actuelles du MACG-18  :
- 1st Stinger Battery (en) : Fournir des tirs d'armes sol-air rapprochés à basse altitude pour la défense des actifs de la Force tactique terrestre et aérienne des Marines (MAGTF) défendant les zones de combat avancées, les forces de manœuvre, les zones vitales, les installations et/ou les unités engagées dans des opérations spéciales/opérations indépendantes.
- Marine Air Control Squadron 4 (MACS-4)
- Marine Air Support Squadron 2 (MASS-2)
- Marine Wing Communications Squadron 18 (MWCS-18)
- Personnel Support Detachment 18 (PSD-18)

## Historique

### Origine
Le Marine Air Warning Group 2 a été mis en service le 8 janvier 1944 au Marine Corps Air Depot Miramar, en Californie. La mission du groupe était de mettre à disposition des escadrons d'alerte aérienne pour le combat et de stocker et d'entretenir l'équipement d'alerte aérienne jusqu'à ce qu'il soit affecté à des escadrons d'alerte aérienne partant outre-mer. La plupart des dirigeants des escadrons d'alerte aérienne étaient nouveaux dans le Corps des Marines et passaient la plupart de leur temps à apprendre les détails de leur équipement hautement technique. Ainsi, la majorité de la responsabilité d'embarquer les escadrons en route pour le combat incombait au quartier général du groupe. Les escadrons ont reçu leur équipement et leur formation finale alors qu'ils étaient attachés au MACG-2. Cela se déroulait généralement au cours d'une évolution de terrain de six semaines au cours de laquelle ils s'exerçaient également aux opérations de débarquement. Onze escadrons d'alerte aérienne ont été formés et déployés à partir du MAWG-2. Le groupe a été mis hors service le 1er août 1945

### Service
Le MACG-2 a été réformé le 1er septembre 1967 à Danang, au Vietnam, sous le nom de Marine Air Control Group 18, au plus fort de la participation américaine à la guerre du Vietnam. A cette époque, les unités composant le Groupe étaient déjà engagées dans des combats. Son bataillon de missiles sol-air MIM-23 Hawk a été parmi les premières unités de l'US Marine Corps à débarquer au Vietnam. Depuis sa formation, le MACG-18 et les unités subordonnées, avec des pièces jointes dispersées dans toute la zone tactique du I Corps, ont participé à toutes les grandes campagnes menées dans la région nord du Sud-Vietnam jusqu'à son départ du Vietnam.
En reconnaissance de leurs réalisations pendant la guerre du Vietnam, le MACG-18 et ses unités ont reçu :
- quatre  Presidential Unit Citation
- trois  Navy Unit Commendation
- une  Meritorious Unit Commendation.

En 1975, le MACG-18 a rejoint la Marine Corps Air Station Futenma, à Okinawa au Japon. Depuis la fin de la guerre au Vietnam, Le MACG-18 a assumé un rôle majeur dans la formation air-sol interarmées, combinées et marines et les opérations d'urgence dans le Pacifique occidental.